# Road Trippin’
«Road Trippin'» — композиция рок-группы Red Hot Chili Peppers из альбома Californication. Сингл был выпущен только в Европе. На песню был снят видеоклип, который не издавался в Соединенных Штатах до 2003 года, пока группа не выпустила сборник Greatest Hits (клип включён в DVD-диск издания). В Великобритании были выпущены две версии сингла, но в остальных странах продавалась лишь первая. Третья версия сингла, попавшая в компиляцию Greatest Hits, была издана в Австралии. Песня является одним из наименее известных синглов группы, и возможно, была выпущена из-за большой популярности среди фанатов коллектива. В результате она не получила большого признания или ротации, вне круга поклонников группы.

## Тематика композиции
В песне поётся о путешествии музыкантов по шоссе Pacific Coast, в котором вокалист Энтони Кидис, гитарист Джон Фрушанте и басист Фли занимаются сёрфингом на Биг-Сюре после возвращения Фрушанте в группу.
Песня полностью акустическая, и является одной из немногих композиций группы (наряду с «Lovin and Touchin», «Thirty Dirty Birds», «Pea» и «If») в которой нет ударных инструментов. Таким образом, барабанщик группы Чад Смит только ненадолго появляется в конце видеоклипа, приплывая в лодке.

## Список композиций
Сингл, первая версия
1. «Road Trippin'» (album version) — 3:26
2. «Californication» (live) — 6:03
3. «Blood Sugar Sex Magik» (live) — 4:21
4. «Road Trippin'» (enhanced video)

Сингл, вторая версия
1. «Road Trippin'» (album version) — 3:26
2. «Under the Bridge» (live) — 4:28
3. «If You Have to Ask» (live) — 5:21

Сингл, третья версия
1. «Road Trippin'» (album version)
2. «Californication» (live) — 6:03
3. «Blood Sugar Sex Magik» (live) — 4:21
4. «Under the Bridge» (live) — 4:28

## Участники записи
- Энтони Кидис — ведущий вокал
- Фли — акустический бас
- Джон Фрушанте — акустическая гитара, бэк-вокал
- Патрик Уоррен — Chamberlin organ